# Pacific (nave da crociera)
La Pacific fu una nave da crociera, nota principalmente per essere stata utilizzata come set nella serie televisiva Love Boat.

## Servizio

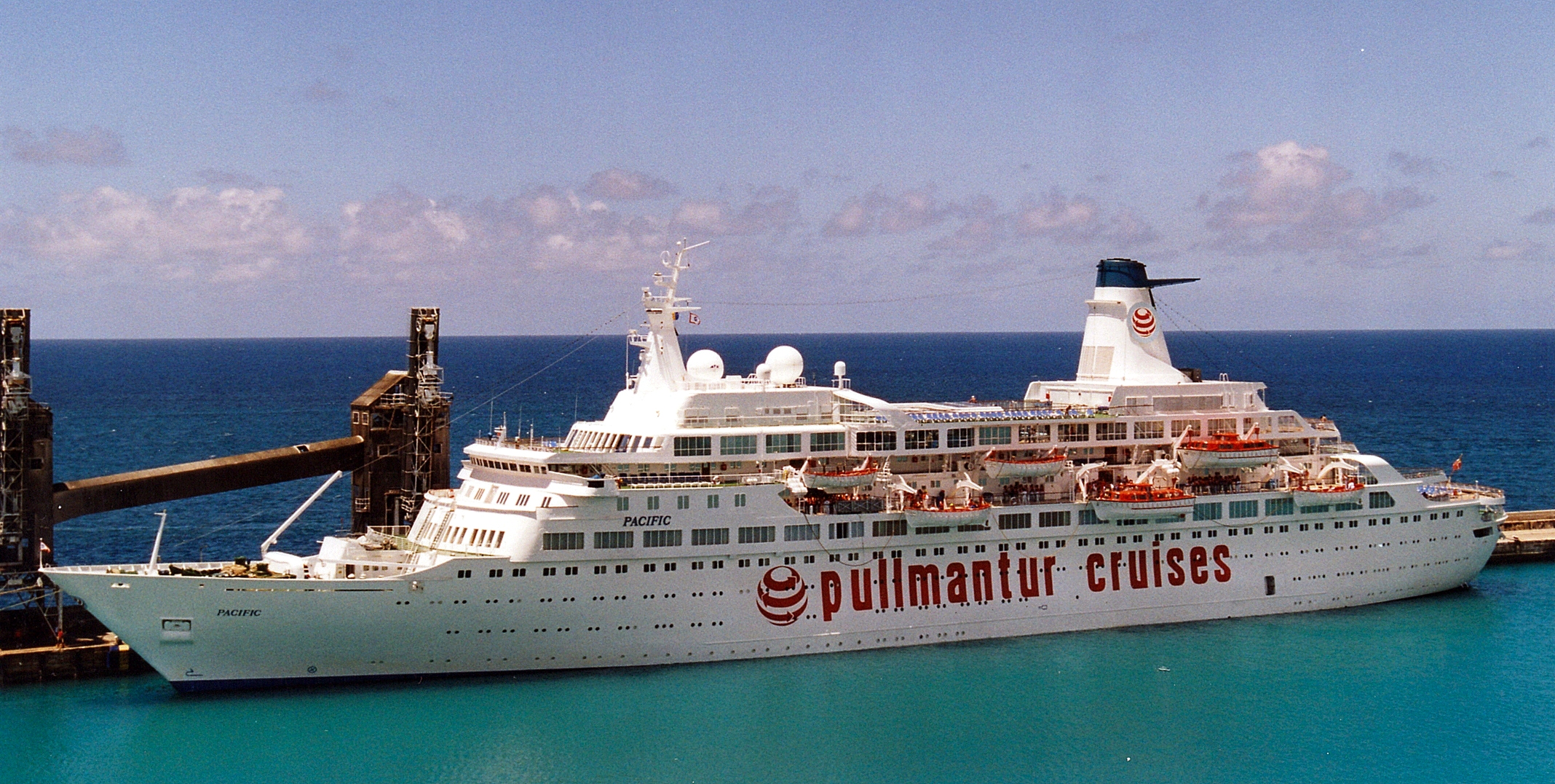
La nave nel 2004, con livrea Pullmantur

È stata costruita nel 1971 nei cantieri navali Nordseewerke a Emden nell'allora Germania Ovest con il nome Sea Venture per Flagship Cruises. Nel 1975 venne acquistata dalla Princess Cruises e ribattezzata Pacific Princess, nome con il quale divenne famosa nel mondo per essere diventata il set principale della serie televisiva Love Boat.
Nel 1998 la Pacific Princess fu sequestrata dalla polizia greca nel porto del Pireo dopo che erano stati trovati a bordo 25 kg di eroina, frutto del contrabbando di due uomini d'equipaggio filippini.
Venne venduta nel 2001 ma continuò ad operare a noleggio per la flotta Princess fino al 2002, quando fu acquistata dalla Reinassance Cruises la R Three, che la sostituì mutuandone il nome.

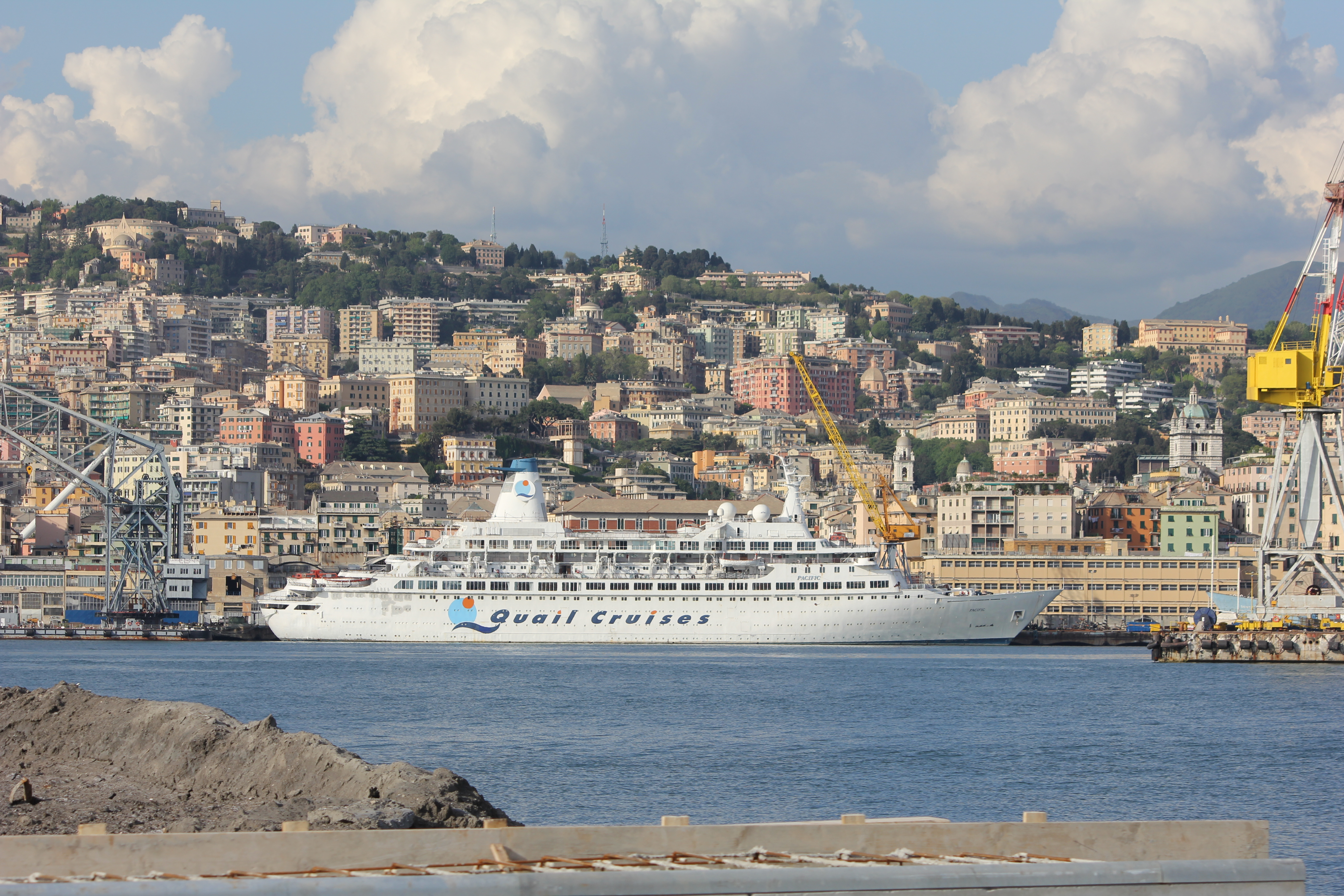
La Pacific sotto sequestro nel porto di Genova nel 2013

Nel 2002 iniziò ad operare per il nuovo proprietario, la Pullmantur Cruises, compagnia crocieristica spagnola, che le cambiò nuovamente nome in Pacific e la destinò a crociere nei Caraibi commercializzate dalla brasiliana Viagens CVC. Nel 2008 la nave passò alla spagnola Quail Cruises e a crociere nel Mediterraneo, con base a Valencia.
Sempre nel 2008 approdò a Genova, nei cantieri navali San Giorgio del Porto, dove avrebbe dovuto essere sottoposta un'importante operazione di ammodernamento. Tuttavia, la società armatrice non pagò le commesse e quindi nel 2009 scattò il sequestro, seguito dall'atto di pignoramento.
Messa all'asta nel febbraio del 2011 per 3,4 milioni di euro, non ricevette nessuna offerta, ma a novembre 2011 entrò nel mirino della Cemsam Gemi Sokum, una società turca specializzata nel recupero navi.
Il 30 luglio 2013 riprese il mare con rotta verso la Turchia per essere completamente smantellata ad Aliağa a fine 2014.

### Demolizione
La nave è stata dismessa e poi smantellata presso i cantieri navali di Aliağa. Il 9 agosto 2013, durante i lavori di dismissione, due operai sono morti avvelenati da esalazioni nocive mentre lavoravano nella sala macchine allagata (partita il 6 agosto dal porto di Genova per il trasferimento in Turchia ha incontrato condizioni meteorologiche avverse che hanno danneggiato la sala macchine) cercando di pompare via tutta l'acqua. Complice una pompa mal funzionante che per negligenza non era stata riparata, si contarono dieci avvelenamenti da ossido di carbonio due degli sventurati perirono; la nave fu posta sotto sequestro.